# Molnár Béla (orvos, 1884–1932)
Molnár Béla (Késmárk, 1884. március 6. – Budapest, 1932. július 12.) orvos, belgyógyász, egyetemi tanár.

## Élete
Molnár (Müller) Lipót (1855–1925) gyógyszerész, patikatulajdonos és Widder Janka (1859–1917) gyermekeként született zsidó családban. Testvérei Molnár Alfréd (1888–1950) gyógyszerész és Molnár Margit, aki Pollatschek Elemér (1875–1944) fül-orr-gégész, egyetemi tanár hitvese volt. Tanulmányait a Budapesti Tudományegyetemen végezte, ahol 1907-ben szerzett orvosdoktori oklevelet. 1918-ban az emésztőszervek és az anyagcsere pathológiája tárgykörben magántanárrá habilitálták. 1908 és 1912 között az I., majd a III. számú Belgyógyászati Klinikán dolgozott Korányi Frigyes, illetve Korányi Sándor gyakornokaként. 1912 és 1918 között egyetemi tanársegédjeként. Az első világháború idején helyőrségi tábori kórházi főorvos volt, s két évet külföldön töltött tanulmányúton. 1910 és 1918 között a Budapesti Tudományegyetem III. számú Belgyógyászati Klinikájának klinikai adjunktusa, 1918 és 1932 között magántanára volt. 1910-től 1932-ig a budapesti Apponyi Poliklinika Belgyógyászati Osztálya osztályvezető főorvosa volt. Miután apja nyugdíjba vonult, testvéreivel átvette A Kígyóhoz címzett budapesti reáljogú gyógyszertár tulajdonjogát.
Belgyógyászati patológiával, az emésztőszervek és a bélrendszer, illetve az anyagcsere betegségeinek műtéti megoldásaival, a nemi betegségek belgyógyászati szövődményeivel foglalkozott.
Felesége Strasser Jolán (1890–1976) zenepedagógus volt, Strasser Henrik Imre ügyvéd és Egger Irén lánya, akivel 1912. július 14-én kötött házasságot. Lánya Molnár Anna.

## Díjai, elismerései
- Orvosi Hetilap különdíja (1910)
- Widder Ignác-jutalomdíj (1925)

## Főbb művei
- Boncolástani és kísérleti adatok a mellékvesék kórtanából. Goldzieher Miksával. (Orvosi Hetilap, 1906. 16.)
- A pankreasnedvnek a gyomorba való jutása. 1–2. (Orvosi Hetilap, 1909. 26–27.)
- Kísérleti vizsgálatok a gyomornedv-elválasztás physiológiai és pathológiai mechanismusáról és az azokhoz fűződő reflexiók. 1–3. (Orvosi Hetilap, 1910. 12–14.)
- A bélnedv-elválasztás izgalmi és gátlási mechanismusának analysiséhez (Orvosi Hetilap, 1910. 22.)
- A Basedow-kórban előforduló hasmenések pathogenesiséhez. Bálint Rezsővel. (Orvosi Hetilap, 1910. 36.)
- Kötnek-e complementet a praecipitáló savók nem specifikus alkoholos kivonatokban? – Illó zsírsavak az ember vizeletében (Magyar Orvosi Archivum, 1910. 1.)
- A lecithin-befecskendezés hatása a a praecipitáló savók complementkötő képességére (Magyar Orvosi Archivum, 1910. 6.)
- A pankreas-présnedv befolyásáról a vérkeringésre. 1–2. Bálint Rezsővel. (Orvosi Hetilap, 1912. 28–29.)
- Klinikailag diagnoskált elsődleges mellékvese-melanoma esete (Orvosi Hetilap, 1913. 14.)
- A tüdő respiratiós kopogtatási hangváltozásának mint új diagnostikai jelnek alkalmazásáról (Orvosi Hetilap, 1913. 33.)
- Klinikai vizsgálatok az urobilinogen-kiválasztás jelentőségéről (Orvosi Hetilap, 1913. 39.)
- A katonák szívvizsgálatának egy fontos forrásáról (Gyógyászat, 1915. 10.)
- Vizsgálatok a bélsár lipase-tartalmáról és ennek physiológiai és pathológiai vonatkozásairól (Orvosi Hetilap, 1916. 50.)
- A gyomor mozgási zavarairól (Orvosképzés, 1918. 7-9.)
- A gyomor és a bél betegségei. A bevezetést Korányi Sándor írta. (Orvosi zsebkönyvek. Budapest, 1922)
- A hyperaciditás konyhasó-anyagcserezavar. 1–2. Csáki Lászlóval és Ifj. Molnár Bélával. (Orvosi Hetilap, 1923. 38–39.)
- A belek physicalis és functionalis diagnostikája (Orvosképzés, 1928. 3-4.)
- Megjegyzések a choledochus-kőelzáródás és az ikterus simplex differentialis diagnosisához (Orvosi Hetilap, 1929. 9.)
- A máj és az epeutak betegségei. Rusznyák Istvánnal. (A Magyar Orvosi Könyvkiadó Társulat Könyvtára. 134. Budapest, 1933)